# Angria

Estensione geografica dell'Angria intorno all'anno mille.

Stemma storico dell'Angria

L'Angria o Angaria è una regione storica, estesa nei moderni Länder tedeschi di Bassa Sassonia e Renania Settentrionale-Vestfalia. 
Il cronista Vitichindo di Corvey nel suo Res gestae saxonicae sive annalium libri tres la denotava come la regione centrale del Ducato di Sassonia, situata lungo il medio corso del fiume Weser tra la Vestfalia e l'Ostfalia. Il suo nome deriva dalla tribù germanica degli Angrivarii che si unirono alla confederazione tribale sassone. La regione fu incentrata sulla città di Minden, sede di una diocesi a partire dall'anno 803.

## Storia
Le terre degli Angrivarii furono conquistate da Carlo Magno durante le guerre sassoni. Nel 1180 l'imperatore Federico Barbarossa depose il duca di Sassonia, Enrico il Leone, e divise il ducato in due parti attraverso la cosiddetta Carta di Gelnhausen. Il Ducato di Vestfalia fu concesso all'Arcivescovo di Colonia, mentre l'Angria fu data a Bernardo di Anhalt, che mantenne il titolo ducale. Il nome Angria da allora in poi divenne obsoleto. 
Nel XIII secolo, la zona centrale della regione, lungo il fiume Weser, divenne il nucleo della Contea di Hoya, che nel 1582 fu ereditata dalla Casa di Brunswick-Lüneburg.